# Діваков Олександр Володимирович
Олександр Володимирович Діваков (3 вересня 1982, м. Тернопіль — 6 грудня 2022) — український військовослужбовець, молодший сержант 10 ОГШБр Збройних сил України, учасник російсько-української війни. Почесний громадянин міста Тернополя (2022, посмертно).

## Життєпис
Олександр Діваков народився 3 вересня 1982 року в місті Тернополі.
Навчався в Тернопільській загальноосвітній школі № 10.
У вересні 2020 року підписав контракт із частиною А4267, що у м. Чернівці, про проходження військової служби в Збройних силах Украйни строком на 3 роки (Наказ
командира вч/А4267 № 195-РС від14.09.2020 року). Був навідником-оператором у військовій частині А3029 військової частини А4267 оперативного командування «Захід»
10-ї окремої гірської-штурмової бригади «Едельвейс», 8 окремого гірського-штурмового батальйону.
Брав участь в АТО.
З початком повномасштабного вторгнення брав участь у бойових діях, перебуваючи у м. Київ, м. Краматорську, с. Сергіївка (Донецька обл.).
Загинув 6 грудня 2022 року виконуючи бойове завдання. Під час артилерійського обстрілу в районі населеного пункту Білогорівка, що на Донеччині, він отримав смертельне поранення.
Похований 8 грудня 2022 року на Алеї Героїв Микулинецького кладовища м. Тернопіль.
Залишилися син Дмитро, мати і брат.

## Нагороди
- Орден «За мужність» ІІІ ступеня (6 червня 2023, посмертно) — за особисту мужність, виявлену у захисті державного суверенітету та територіальної цілісності України, самовіддане виконання військового обов'язку[1]
- почесний громадянин міста Тернополя (19 грудня 2022, посмертно) — за вагомий особистий внесок у становленні української державності та особисту мужність і героїзм у виявленні у захисті державного суверенітету та територіальної цілісності України[2].